# Fustiaria nipponica
Fustiaria nipponica är en blötdjursart som först beskrevs av Yokoyama 1922.  Fustiaria nipponica ingår i släktet Fustiaria och familjen Fustiariidae. Inga underarter finns listade i Catalogue of Life.